# الحرب العثمانية البندقية (1570–1573)
الحرب العثمانية - البندقية الرابعة، وتُعرف أيضاً بحرب قبرص (بالإيطالية: Guerra di Cipro)‏، هي حرب بدأت عام 1570 وانتهت عام 1573 بين الدولة العثمانية من جهة، وجمهورية البندقية من جهة أخرى مدعومةً بالعصبة المقدسة، وهي حلف يتألف من دول مسيحية تشكّل برعاية البابا. حيث ضمّ هذا الحلف كُلاً من إسبانيا (مع نابولي وصقلية)، وجمهورية جنوة، ودوقية سافوي، وفرسان مالطة، ودوقية توسكانا الكبرى، بالإضافة إلى دول إيطالية أخرى.
بدأت الحربُ بالغزو العثماني لجزيرة قبرص التي كانت تقبع تحت حكم البنادقة. سقطت العاصمة نيقوسيا وعدة مُدن أخرى سريعاً في قبضة الجيش العثماني الأكثر عُدةً وعتاداً، ولم يبقَ في أيدي البنادقة سوى مدينة فاماغوستا الواقعة على الساحل الشرقيّ للجزيرة. ونتيجة تأخر التعزيزات المسيحية، سقطت فاماغوستا في أيدي العثمانيين في أغسطس 1571 بعد حصارٍ دام أحد عشر شهراً. وبعد شهرين من انتهاء الحصار وقعت معركة ليبانت التي دمّر فيها الأسطول المسيحي المُشترك الأسطول العثماني، لكنّهم لم يتمكنوا من الاستفادة من هذا الانتصار، وأعاد العثمانيون بناء قواتهم البحرية سريعاً. اضطرت البندقية في النهاية إلى طلب السلام مُتخليةً عن قبرص لصالح الدولة العثمانية، بالإضافة إلى جزيةٍ تدفعها للعثمانيين مقدارها 300,000 دوقت.

## خلفية
كانت جزيرة قبرص الثريّة كبيرة المساحة تحت حكم البنادقة مُنذ عام 1489، وكانت إلى جانب جزيرة كريت أهم مُمتلكات جمهورية البندقية الخارجيّة. يُقدّر عدد سكان قبرص في مُنتصف القرن السادس عشر بحوالي 160,000 نسمة. تميّزت الجزيرةُ بموقعها الذي أتاح لها السيطرة على تجارة بلاد الشام، كما أنّها كانت مُنتجةً للقطن والسُكّر. وفي سبيل حماية الجزيرة، كان البنادقةُ يدفعون جزيةً سنويّةً مقدارها ثمانية آلاف دوقت لسلاطين المماليك في مصر، وجُدّد هذا الاتفاق مع الباب العالي بعد هزيمة المماليك أمام العثمانيين عام 1517. ومع ذلك كانت قبرص هدفاً مُغرياً للتوسع العثماني في المُستقبل بسبب موقعها الإستراتيجيّ في شرق البحر الأبيض المتوسط بين مركز الدولة العثمانية في الأناضول وبلاد الشام ومصر. كما أزعج العثمانيين توفير سلطات البندقية المحليّة الحماية للقراصنة الذين كانوا يتعرضون للسفن العثمانية والذين تعرضوا للحجاج في طريقهم إلى مكة، مما شكّل سبباً آخر لرغبة العثمانيين في الاستيلاء على الجزيرة.
بات العثمانيون قادرين على توجيه أنظارهم نحو قبرص بعد انتهائهم من حربهم الطويلة مع الهابسبورغيين عام 1568. حيث جعل السلطان سليم الثاني من غزو قبرص أولويته الأساسية حتى قبل أن يُنصّب سلطاناً عام 1566، جاعلاً من مُساعدة العثمانيين لثورة المورسكيين ضد إسبانيا وشنّ الهجمات على النشاطات البرتغالية في المحيط الهندي أولويةً ثانويةً. وقد عزا بعضُ المُؤرخين الغربيين هذا الإصرار من سليم الثاني إلى ولعه بالخمور القبرصية. وذكرت تقارير مُعاصرةٌ أنّ المُحرّض السياسيّ الرئيس لهذا الصراع كان رجلاً يُدعى ياسف ناسي، وهو يهودي برتغالي كان قد أصبح صديقاً مُقرباً للسُّلطان سليم الثاني، الذي عيّنه دوقاً على ناكسوس عند وصوله سدّة الحُكم. كان ناسي يُكنّ الضغينة تجاه البُندقية وكان يأملُ أن يُعيّن ملكاً على قبرص بعد الاستيلاء عليها، حتى أنّه كان قد جهز بالفعل تاجاً ورايةً ملكيّةً لذلك.
بالرغم من تجديد مُعاهدة السلام مع البنادقة عام 1567، ووجود مجموعة من الداعين إلى السلام حول الصدر الأعظم صقللي محمد باشا، إلا أنّ الراغبين في الحرب في البلاط العثماني نجحوا في فرض رأيهم. وأصدر شيخ الإسلام فتواه التي تقضي بأنّ خرق المُعاهدة له ما يُبرره نظراً لأنّ قبرص كانت تحت الحكم الإسلاميّ فيما مضى (لفترة وجيزة في القرن السابع الميلادي)، وبالتالي كان لا بُدّ من استعادتها. جُمع المالُ لتمويل الحملة من خلال مُصادرة وإعادة بيع الأديرة والكنائس التابعة للكنيسة الأرثوذكسية اليونانية وفقاً لمصادر غربيّة. عُيّن لالا مصطفى باشا -الذي كان مُعلماً للسلطان فيما مضى- قائداً للقوات البريّة، في حين عُيّن مؤذنزاده علي باشا ليكون القبطان باشا، ونظراً لكونه عديم الخبرة في الشؤون البحريّة فقد عُيّن الخبير بياله باشا مُساعداً له.
كانت النوايا العثمانية واضحةً بالنسبة للبنادقة، وكان الهجوم على قبرص مُتوقعاً قبل وقوعه. ظهر شبح الحرب عام 1564-1565 عندما توجّه العثمانيون صوْب مالطا، وتصاعد القلقُ من جديد في أواخر 1567 وأوائل 1568 حيث تمّ تعزيز القوّات البحريّة العثمانية بشكل واضح. وازداد الإحساس بالخطر لدى سُلطات البُندقية عندما زار الأسطول العثماني قبرص في سبتمبر 1568، وكان ناسي ممّن حملهم الأسطول، ورغم أنّ العثمانيين تظاهروا بزيارة ودّية، إلا أنّه كان من الجليّ أنّ الهدف من الزيارة كان التجسس على دفاعات الجزيرة. كان البنادقة قد طوّروا في عقد الستينات دفاعات قبرص، وكريت، وكورفو، ومُمتلكاتهم الأخرى بالاستعانة بخبرات المُهندس العسكريّ المعروف سفورزا بالافيسيني. زاد البنادقةُ من حاميات الجزيرة، وأرادوا زيادة قُدرة كُلٍ من كريت وقبرص المعزولتين لتحقيق الاكتفاء الذاتي من خلال بنائهم المسابك ومصانع البارود. وبالرغم من هذه التجهيزات إلا أنّه كان من المُسلّم به عدم قُدرة قبرص على الصمود وحدها لفترة طويلة. إذ إنّ موقعها البعيد عن البندقية والمُحاط بالأراضي العثمانية وضعها «في فم الذئب» كما كتب أحد المُؤرخين المُعاصرين. وبالإضافة إلى ذلك، لم يكن بمقدور البنادقة الاعتماد على إسبانيا هابسبورغ، وهي القوّة المسيحيّة الرئيسة في البحر الأبيض المُتوسط، إذ كانت مشغولةً حينها في قمع الثورة الهولندية وفي قمع المورسكيين على الصعيد المحلي. كما أنّ موقف القبارصة من البنادقة شكّل مُشكلة أخرى. إذ سبّبت المُعاملة القاسية والضرائب الجائرة التي فرضها البنادقة الكاثوليك على السكان المحليين من الأرثذوكس استياءً كبيراً لدى القبارصة، حتى أنهم كانوا أكثر تعاطفاً مع العثمانيين بوجهٍ عام.
بحلول عام 1570، كانت الاستعدادات العثمانية والتحذيرات التي بعثها سفير البُندقية في القسطنطينية ماركو أنطونيو باربارو قد أقنعت البنادقة بأنّ الحرب باتت وشيكة. وأُرسلت التعزيزات والأموال بسرعة إلى كُلٍ من كريت وقبرص. وفي مارس 1570 أرسل العثمانيون مبعوثاً إلى البندقية حاملاً إنذاراً بالحرب ما لم تتنازل البندقية بشكلٍ فوريّ عن قبرص. وعلى الرغم من ظهور بعض الأصوات التي دعت إلى التخلي عن قبرص مُقابل أراضٍ في دالماسيا بالإضافة إلى الحصول على امتيازات تجاريّة إلّا أنّ الإنذار العثماني رُفض بشكل قاطع على أمل الحصول على المُساعدة من الدول المسيحيّة الأخرى.

## الفتح العثماني لقبرص

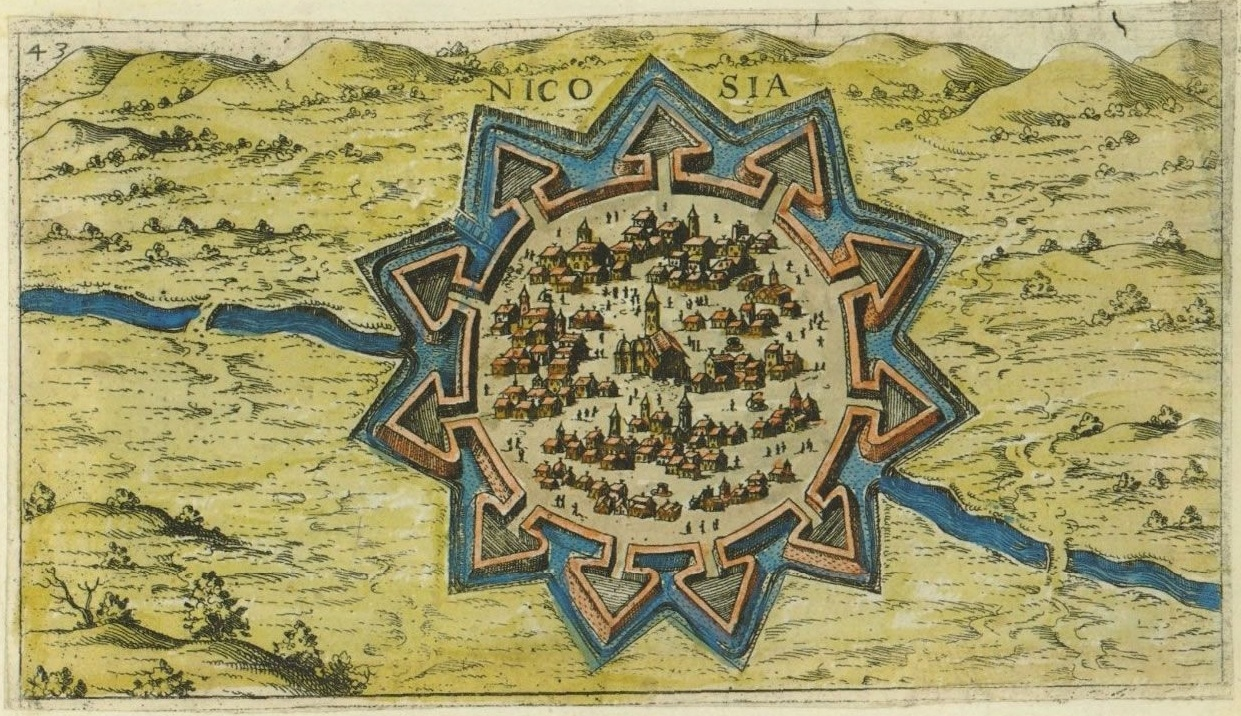
خريطة لنيقوسيا بتحصيناتها الجديدة، من عمل جياكومو فرانكو عام 1597.

أبحرت القوّات العثمانيّة المُؤلفة من 350-400 سفينة و60,000-100,000 رجُل تجاه قبرص في 27 يونيو ودخلت الجزيرة من ساحلها الجنوبيّ بالقرب من لارنكا بلا مُقاومة في 3 يوليو وسارت نحو العاصمة نيقوسيا. اختلف البنادقةُ فيما إذا كان يجب عليهم مُواجهة العثمانيين فور وصولهم، لكنّهم قرروا الانسحاب إلى حصونهم والصمود حتى وصول التعزيزات. إذ أدركوا أنّهم لن يتمكنوا من مُواجهة المدفعيّة العثمانيّة، كما أنّ الهزيمة هناك سيكون من شأنها إبادة القوّة الدفاعيّة للجزيرة. بدأ حصار نيقوسيا في 22 يوليو ودام سبعة أسابيع حتى 9 سبتمبر. صمدت حصون المدينة الحديثة في وجه القصف العثمانيّ ممّا اضطرّ العثمانيين بقيادة لالا مصطفى باشا إلى حفر الخنادق صوْب جدارن المدينة مع الحفاظ على استمرارية القصف لتغطية عمل المُهندسين العسكريين. أفلح العثمانيون في هجومهم الخامس والأربعين في التاسع من سبتمبر في اختراق الجدران بعدما استنفد المُدافعون ذخيرتهم. وأعقب ذلك مجزرةٌ بحق سكان المدينة البالغ عددهم 20,000 نسمة وفقاً لمصادر غربيّة. وأُخذت النساء والصبيان ليُباعوا عبيداً. أمّا الأسطول المسيحيّ المُشترك المُؤلف من 200 سفينة والذي أبحر من كريت مُتأخراً في أواخر أغسطس صوْب قبرص فقد عاد أدراجه عندما تلقّى نبأ سقوط نيقوسيا.
تبع سقوط نيقوسيا استسلام غرنة الواقعة في شماليّ الجزيرة بلا مُقاومة، وفي 15 سبتمبر وصل العثمانيون إلى فاماغوستا آخر حصون البنادقة. كانت خسائرُ البنادقة الإجماليّة (بما في ذلك السكّان المحليين) حتى الآن قد بلغت حوالي 56,000 ما بين قتيلٍ وأسيرٍ حسب تقديرات مُؤرخين مُعاصرين. أمّا المُدافعون عن فاماغوستا فقد بلغ عددهم 8,500 مُدافع مُزوّدين بتسعين مدفعيّة بقيادة ماركو أنطونيو براغادين. نجحت فاماغوستا في الصمود أمام الحصار الذي فرضه الجيش العثمانيّ المُؤلف من مئتي ألف رجل بالإضافة إلى 145 مدفعيّة، ممّا وفّر الوقت اللازم ليقوم البابا بحشد الجيوش من الدول الأوروبيّة المسيحيّة المُترددة. شرع العثمانيون خلال الأشهر التالية في حفر شبكة ضخمة من الخنادق على عمق ثلاثة أميال حول الحصن، ممّا شكّل ملجأً للقوّات العثمانيّة. لم تكن القوّات العثمانيّة البحريّة كافيةً لفرض حصارٍ كاملٍ على المدينة من جهة البحر أيضاً، وبالتالي كان البنداقةُ قادرين على إمداد المدينة بالتعزيزات اللازمة. وبعد أن بلغ السلطان العثمانيّ هذا الأمر في يناير استدعى السلطان بياله باشا تاركاً لالا مُصطفى وحده قائداً للحصار. قدّم الصدر الأعظم صقللي محمد باشا خلال الحصار مُبادرةً لتحقيق السلام مع البُندقية، ولكنّ المُفاوضات تعثرت. عرض الصدر الأعظم أن يتنازل العثمانيون عن محطة تجاريّة في فاماغوستا إذا تنازلت الجُمهوريّة عن الجزيرة، لكنّ البنادقة اغترّوا بنجاحهم في الاستيلاء على دراس في ألبانيا وبسماعهم بالمُفاوضات الجارية لتشكيل عُصبة مُقدّسة فرفضوا عرض العثمانيين. وبذلك، وفي 12 مايو 1571، بدأ قصفٌ مُكثفٌ على فاماغوستا، وبحلول الأول من أغسطس كانت ذخيرة البنادقة قد استُنفدت وبالتالي استسلمت حامية المدينة. كلّف حصار فاماغوستا العثمانيين حوالي 50,000 مُصاب بين قتيلٍ وجريحٍ، ومع ذلك سمح العثمانيون للسكان المسيحيين ومن بقي على قيد الحياة من الجنود البنادقة بمُغادرة المدينة بسلام، ولكن عندما علم لالا مُصطفى بأنّ بعض أسرى المُسلمين قد قُتلوا خلال الحصار أمر بسلخ براغادين حيّاً، وأعدم رفاقه، وطيف بجلد براغادين في أنحاء الجزيرة قبل أن يُرسل إلى القسطنطينية.

## العصبة المقدسة

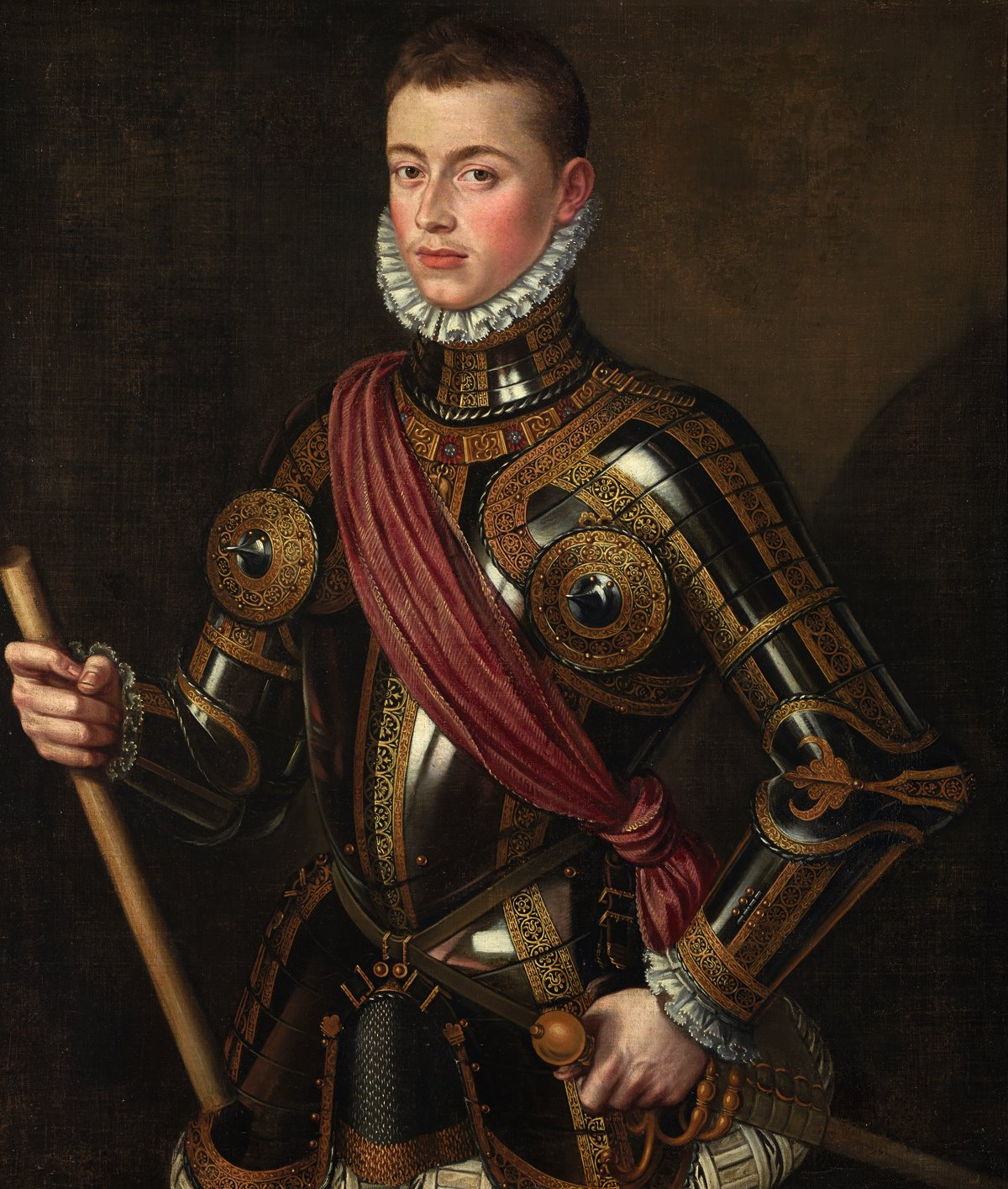
دون خوان النمساوي.

حاولت البندقية العثور على حلفاءٍ لها مُنذ أن وصل العثمانيون إلى قبرص. إذ لم تشأ الإمبراطورية الرومانية المقدسة نقض مُعاهدة السلام التي وقعتها مع العثمانيين قبل وقت قريب، أمّا فرنسا فقد كانت على علاقة ودّية مع الدولة العثمانية بالإضافة إلى عدائها للإسبان، أمّا بولندا فقد كانت مشغولةً بمشاكلها مع روسيا، أمّا إسبانيا هابسبورغ أقوى القوى المسيحيّة في البحر المُتوسط فلم تُظهر في بادئ الأمر رغبةً في مُساعدة البُندقيّة، بل في الواقع كانت مُستاءةً من البنادقة لرفضهم تقديم المُساعدة خلال حصار مالطا عام 1565. أضف إلى ذلك أنّ فيليب الثاني ملك إسبانيا أراد التركيز على الساحل البربري في شمال أفريقيا. أدّى هذا التردد الإسبانيّ إلى جانب خوف الأدميرال دوريا على أسطوله إلى تأخر اجتماع القوات البحريّة المُشتركة، ممّا أدّى إلى عواقب وخيمة. توسّط البابا بيوس الخامس لإنشاء "العصبة المُقدسة"، وهي حلفٌ ضد العثمانيين أُبرم في 15 مايو 1571. نصّ الاتفاقُ على تجميع أسطول قوامه مئتا سفينة حربيّة، ومئة سفينة إمداد إضافةً إلى خمسين ألف مُقاتل. ولتأمين مُوافقة الإسبان، نصّت الاتفاقيةُ أيضاً على وعدٍ من البندقيّة لتقديم المُساعدة لإسبانيا في شمال أفريقيا.
تجمّع الأسطول المسيحيّ في مسينة في أواخر الصيف وفقاً لشروط الحلف بقيادة دون خوان النمساوي الذي وصل في 23 أغسطس، لكنّ فاماغوستا كانت قد سقطت بالفعل في أيدي العثمانيين بحلول ذلك الوقت وأيّ مُحاولةٍ لإنقاذ قبرص كانت ستكون بلا معنى. واجه دون خوان مُشكلةً تمثلت في انعدام الثقة وتبادل العداء بين الوحدات المُختلفة خصوصاً تلك المُتبادلة بين البنادقة والجنويين، وعولجت هذه المُشكلة عن طريق تفريق الوحدات وخلط السفن التابعة للدول المُختلفة بعضها مع بعض. أُعطي دوريا قيادة الجناح الأيمن، وجُعل البُندقيّ أغسطينو بارباريغو قائداً على الجناح الأيسر، بينما تولّى دون خوان قيادة المركز. وكذلك تولّى الإسبانيّ ألفارو دي بازان مسؤولية الأسطول الاحتياطيّ. لم يكن الحلفاء قد علموا بعد بمصير فاماغوستا عندما أسطولهم مسينة في 16 سبتمبر، وبعد عشرة أيّام وصلوا إلى كورفو حيث علموا بنصر العثمانيين هناك. أمّا الأسطول العثمانيّ بقيادة مُؤذنزادة علي باشا فقد رسا في لبيبانت (نافباكتوس) بالقرب من مدخل خليج كورنث.

## معركة ليبانت

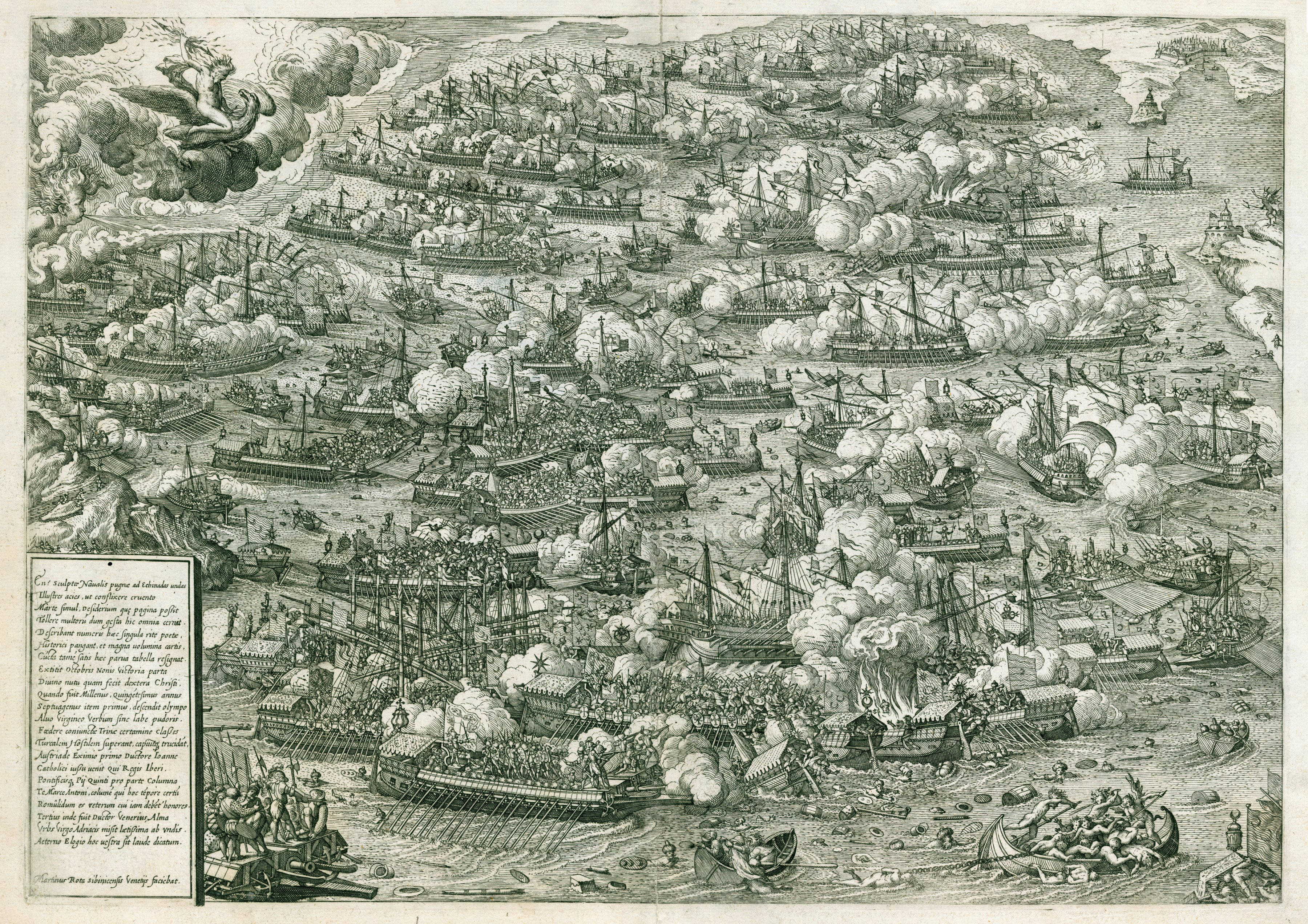
معركة ليبانت من نقش مارتن روتا.

تأهب الجانبان لهذه المُواجهة التي جُمع لها وفقاً لبعض التقديرات ما بين سبعين إلى تسعين بالمائة من السفن الموجودة في البحر المُتوسط في ذلك الوقت. كان الأسطولان مُتساويين تقريباً، إذ بلغ عدد سفن العثمانيين ثلاثمائة مُقابل مائتين للمسيحيين، في حين كان الأسطول المسيحيّ أكثر جاهزيةً. بلغ عدد الجنود المُشاركين ثلاثين ألف تقريباً في كُل جانب على حدة، ومع أنّ الأسطول المسيحيّ كان مُزوّداً بضعف الأسطول العثمانيّ من المدافع إلا أنّ العثمانيين امتلكوا كتيبةً كبيرةً من الرماة المهرة. وفي السابع من أكتوبر التقى اشتبك الأسطولان في معركة ليبانت التي تمخّض عنها انتصارٌ ساحقٌ للحلفاء وتدمير الأسطول العثمانيّ. بلغت خسائر العثمانيين في هذه المعركة حوالي 20,000 ما بين قتيل وجريح وأسير بالإضافة إلى فقدان نحو 12,000 مسيحيّ كانوا أسرى لدى العثمانيين. أما المسيحيون فقد قُتل منهم حوالي 7,500 رجل ولم يخسروا سوى سبع عشرة سفينة. باتت المعركةُ في الوجدان الشعبيّ نقطة تحوّل حاسمة في الصراع العثمانيّ المسيحيّ الطويل، إذ أنهت الهيمنة العثمانيّة البحريّة التي استمرّت مُنذ معركة بروزة عام 1538. وبالرغم من عِظم المعركة، إلا أنّ نتائجها المُباشرة كانت مُتواضعة. لم يتمكّن الحلفاء من شنّ هجماتٍ جديدةٍ على العثمانيين بسبب برودة الشتاء القارصة التي أعقبت المعركة، في حين استغلّ العثمانيون فترة التوقّف هذه لإعادة بناء قوّاتهم البحريّة. وفي الوقت ذاته عانت البُندقيّة خسائر في دالماسيا حين هاجم العثمانيون مُمتلكات البنادقة هناك.
يُمكن تلخيص الوضع الإستراتيجيّ بعد معركة ليبانت بمقولة الصدر الأعظم لسفير البنادقة: «لقد أحرق المسيحيّون لحيتي (يقصد الأسطول) ولكنني قطعت لهم ذراعاً (يقصد قبرص). لحيتي سوف تنمو من جديد، أمّا الذراع فلا». وبالرغم من جُرأة هذا التصريح، إلا أنّ الأضرار التي لحقت بالأسطول العثمانيّ كانت شديدةً. لم تكن خسارة السفن الضرر الأكبر الذي لحق بالعثمانيين، إنّما تمثّل الضرر بشكلٍ خاصّ بخسارة الغالبية الساحقة من الضبّاط والبحّارة والفنيين والمُشاة ذوي الخبرة. لقد أدرك البنادقة والإسبان صعوبة استبدال هؤلاء الخبراء بالنسبة للدولة العثمانية، لذا أقدموا في العام التالي على إعدام من وقعوا أسرى بين أيديهم. صحيحٌ أنّ الوقْع الإستراتيجيّ لانتصار الحلفاء كان محدوداً، لكنّ نصراً عثمانياً في ليبانت كان ليتمخّض عنه تداعيات فائقة الأهميّة. كان النّصرُ كفيلاً بإنهاء وجود كوادر البحريّة المسيحيّة وبالسماح للأسطول العثمانيّ بالتجوّل في البحر المُتوسط كيفما يشاء. كان الخطر سيصير مُحدقاً بمالطا، وكريت، وحتى جزر البليار أو البندقية ذاتها. لقد أكّدت معركة ليبانت كما أكّد فشل العثمانيين في مالطا قبلها بست سنوات على تقسيم البحر المُتوسط بين الجانبين. فكان النصف الشرقيّ من البحر تحت سيطرة الدولة العثمانية بشكلٍ تامّ وأمّا النصف الغربيّ فكان تحت سيادة هابسبورغ وحلفائهم الإيطاليين.
وبحلول عام 1572 استأنف أسطول الحلفاء عملياتهم في مُواجهة الأسطول العثمانيّ المُجدّد المُتألف من 200 سفينة بقيادة أولوج علي باشا. وبالرغم من أنّ الكتيبة الإسبانيّة بقيادة دون خوان لم تصل إلى البحر الأيوني حتى سبتمبر تاركةً العثمانيين يتفوقوّن على الحلفاء عددياً، لكنّ القائد العثمانيّ كان يعلم أنّ أسطوله بُني على عُجالةٍ من أخشاب الغابات وأنّ طاقمه كان عديم الخبرة، لذا تجنّب الاشتباك مع قوّات الحلفاء في أغسطس وتوّجه للحفاظ على سلامة أسطوله إلى ميثوني. وصلت بعد ذلك الكتيبة الإسبانيّة المُؤلفة من 55 سفينة فتساوى الجانبان عددياً، ممّا أتاح الفرصة لتوجيه ضربة قاصمة للعثمانيين، لكنّ هذه الفرصة أُهدرت بسبب خلافاتٍ نشأت بين قوّات المسيحيين وبسبب تردد دون خوان في الهجوم على العثمانيين.
بدأت مصالح الدول الحلفاء تتشعّب وتتباين وصار الحلف في طريقه للانهيار. ففي عام 1573 فشلت أساطيل الرابطة المُقدّسة حتى من الأبحار معاً، وقام دون خوان بالهجوم على تونس وسيطر عليها، بَيْد أنّ العثمانيين استعادوها عام 1574 بعد سنة واحدة فقط. شعرت البُندقيّة بالخوف على مُمتلكاتها في دالماسيا، كما خافت من أن تتعرض فريولي للغزو، وأراد البنادقة إيقاف الخسائر التي تعرّضوا لها واسئناف التجارة مع الدولة العثمانية. لذا لجأت البُندقية أخيراً للتفاوض مع الباب العالي.

## معاهدة السلام وما بعدها
أجرى المُفاوضات من جانب البنادقة سفيرهم ماركو أنطونيو باربارو الذي كان قد أُلقي في الأسر مُنذ عام 1570. أسفرت مُعاهدة السلام التي وُقّعت في السابع من مارس 1573 عن اعتراف البُندقية بقبرص بوصفها ولاية عثمانية، كما تحتّم على البنادقة دفع تعويضٍ مقداره ثلاثمائة ألف دوقت. أسفرت المُعاهدة أيضاً عن تغيّرٍ في الحدود بين الدولة العثمانية والبندقية في دالماسيا، حيث حصل العثمانيون على أجزاء صغيرة المساحة ولكنها ذات أهمية من المناطق النائية التي شكّلت أكثر الأراضي الزراعية الخصبة المُجاورة للمُدن، ممّا أدّى إلى تأثر اقتصاد المُدن البُندقية في دالماسيا سلباً وبشدّة.
استمرّ السلامُ بين الدولتين حتى عام 1645 حين اندلعت بينهما حرب كريت. أمّا قبرص فظلّت تحت الحكم العثمانيّ حتى عام 1878، عندما تنازلت عنها الدولة العثمانية وباتت تحت حماية بريطانيا. واستمرّت السيادة العثمانية على قبرص حتى اندلاع الحرب العالمية الأولى حيث انضمّت الجزيرة لبريطانيا لتصبح مستعمرة ملكية عام 1925.